# パワーセンターコムス
パワーセンターコムスは、北海道札幌市手稲区新発寒にあるショッピングセンター。店舗設置者はホクレン商事。

## 沿革
- 1996年（平成8年）6月 - パワーセンターコムス開業[3][4]。
- 2016年（平成28年）
  - 5月29日 - 賃借期間満了により、サンワドー新発寒店、文教堂レッドゾーンプライス新発寒店閉店[4][5]。
  - 10月9日 - ドラッグセイムス新発寒4条店（オストジャパングループ運営）開店[6]。
- 2017年（平成29年）12月21日 - ペットワールドPROX新発寒店開店[7][8]。
- 2018年（平成30年）
  - 2月23日 - ホクレンショップ新発寒店がホクレンショップFoodFarm新発寒店に転換[9]。
  - 3月3日 - スイートデコレーション新はっさむ店開業[10][11]。
  - 8月31日 - ミスタードーナツ札幌新発寒ショップ閉店。
- 2019年（平成31年、令和元年）
  - 3月31日 - ドラッグセイムス新発寒4条店閉店。
  - 7月8日 - セリア札幌新発寒店開店[12][13]。

## 主なテナント
- ホクレンショップFoodFarm新発寒店
- スイートデコレーション新はっさむ店 - 店舗面積：4,950m2[10][11]
  - サンワドー新発寒店跡に居抜き出店。
- スーパースポーツゼビオ新発寒店
- セリア札幌新発寒店
  - 文教堂レッドゾーンプライス新発寒店[6]→ドラッグセイムス新発寒4条店跡に出店[6][13]。
- アストロプロダクツ札幌新発寒店
- ペットワールドPROX新発寒店 -  店舗面積：1,966m2[8]
  - ペットランド新発寒店→ファッション市場サンキ新はっさむ店跡に出店。
- カーブス新発寒

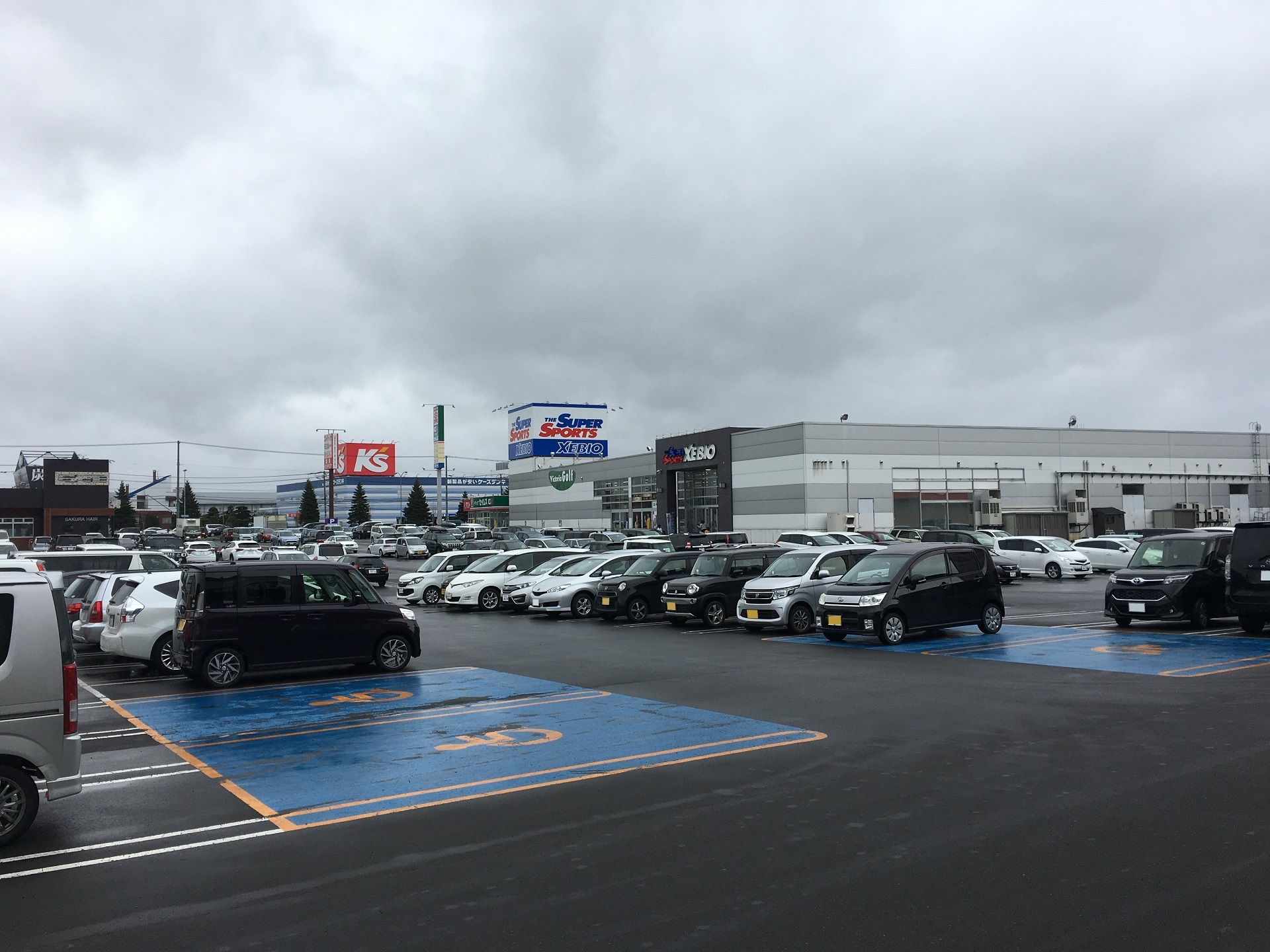
コムス南側（2018年5月）
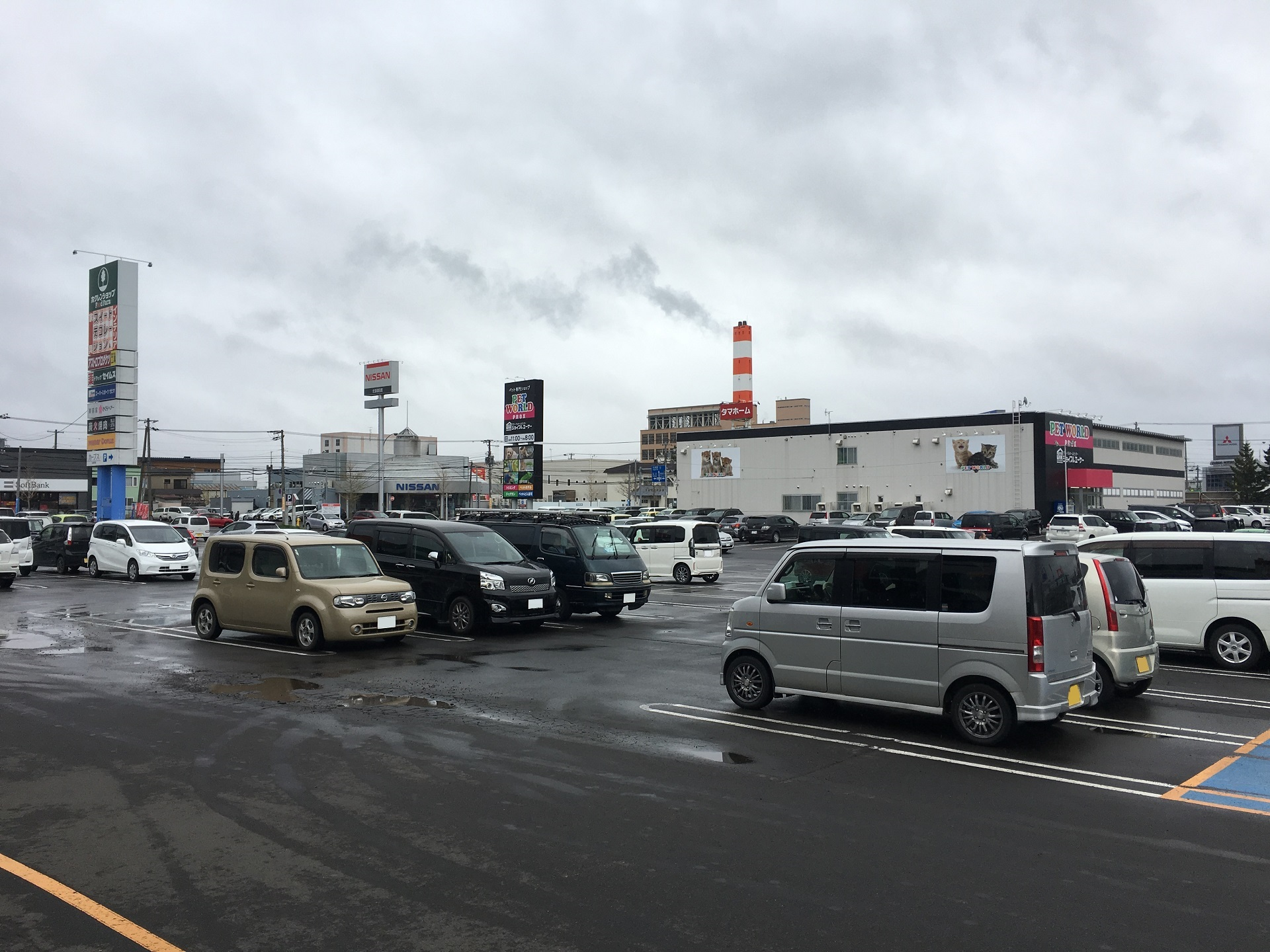
コムス東側（2018年5月）
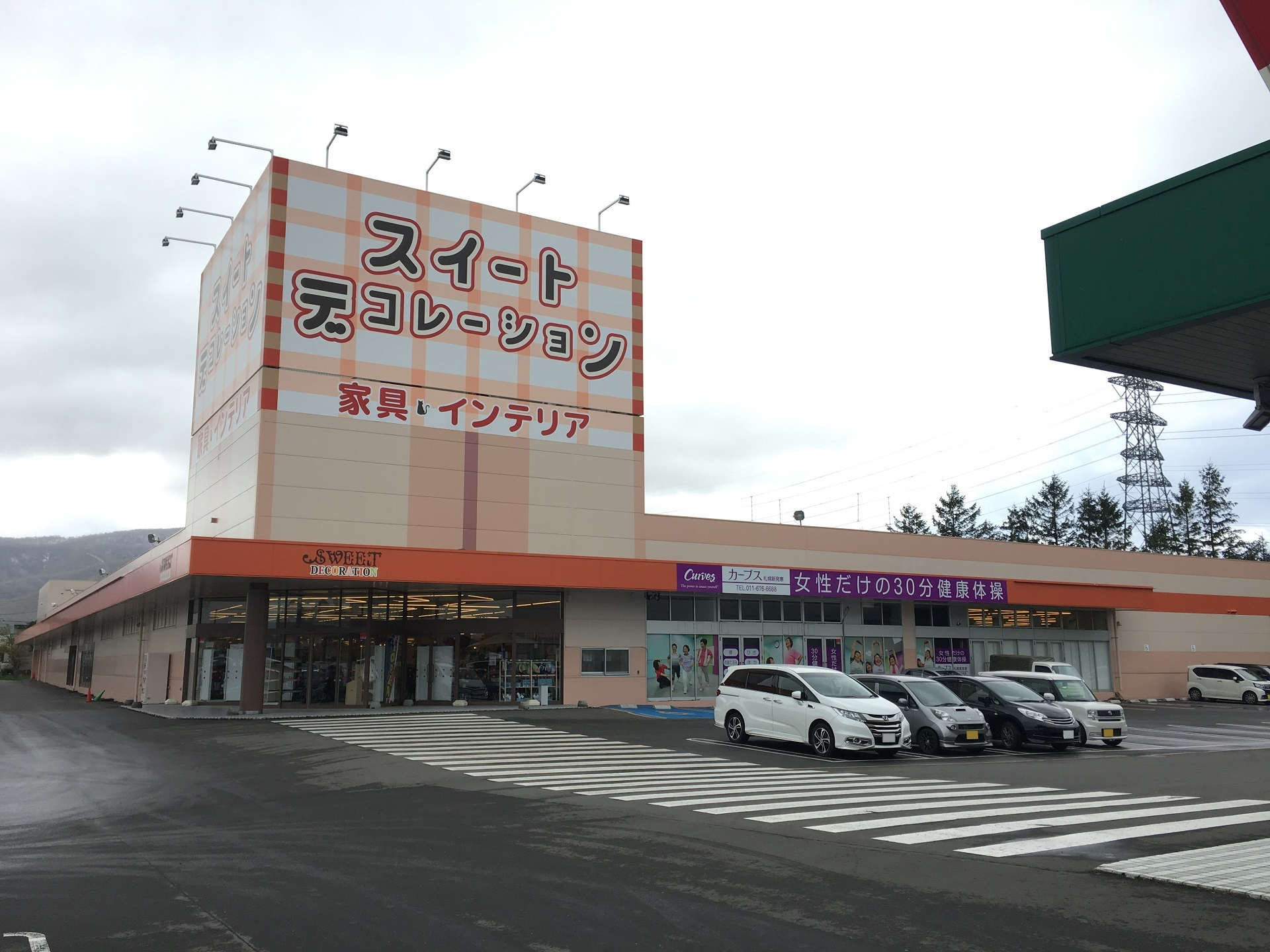
コムス西側（2018年5月）

## 周辺
- 北海道道128号札幌北広島環状線（追分通・札幌圏連携道路）
- 北海道道452号下手稲札幌線（下手稲通）
- クロスモール新発寒
- ケーズデンキ発寒店
- ヤマダデンキ発寒店
- タマホーム札幌支店
- 北発寒公園